# 斯里蘭卡華人
斯里蘭卡華人，是指在斯里蘭卡出生或生活的全部或部分華人血統的斯里蘭卡人。他們可追溯到17世紀，18世紀和19世紀遷徙到斯里蘭卡的華人是中國南部沿海地區的客家人和廣府人和來自湖北和山東的其他漢族移民。他們的人口很少，估計約為3500人。
斯里蘭卡人，主要是僧伽羅族婦女與華人男子之間的通婚非常普遍，他們採用了文化，語言並融入斯里蘭卡更廣泛的社會。大約80％的斯里蘭卡華人居住在首都科倫坡，主要從事牙科，紡織品貿易零售，酒店和餐飲業。過去，由於政治動盪，一些年輕一代斯里蘭卡華人離開了國家。此外，相當數量的斯里蘭卡華人有時也遷移到其他國家，如英國，美國和澳大利亞。

## 移民歷史

### 早期訪客和移民
斯里蘭卡最早的來自中國的遊客是來自山西的五世紀佛教朝聖者法顯，他由山西出發經過尼泊爾和印度然後來到阿巴瓦吉尼寺，他在那裡由410年住到414年。在明朝永樂皇帝統治時期，鄭和參拜過斯里蘭卡，參加明-锡兰山国戰爭。當錫蘭在17和18世紀受荷蘭統治時，荷蘭東印度公司當局在巴達維亞（現在的印尼雅加達）偶爾會將失業者或非法中國居民驅逐到錫蘭（以及其他荷蘭殖民地，如好望角和班達群島），以提供人力並限制巴達維亞境內外國人口的增長。1740年7月，制定了一項計劃，將大量的中國人從巴達維亞驅逐出去，從事錫蘭的肉桂收割工作。有傳言說，被驅逐者根本沒有被帶到錫蘭，但一旦他們遠離爪哇海岸線，就會被拋到海中，引發華人社區的騷動。由此產生的中國和荷蘭之間的衝突最終導致了1740年的红溪惨案。
在英國吞併錫蘭之後，新當局帶來了更多的華人到該島。從1798年到1805年，錫蘭殖民地州長弗雷德里克·諾斯安排進口各種民族的移民工人和士兵，包括馬來人，馬拉利亞人和非洲人;在北方的指導下，47名馬來亞華人從檳城招募來到錫蘭的加勒和亭可马里進行農業工作。在他的直接繼任人托馬斯·梅特蘭的帶領下，另有100名中國工人從檳城帶來工作，在內貢博附近的漢密爾頓運河工作。當地人有時把這些工人誤認為是馬來人，因為他們是從英國馬來亞招募來的。英國探險家塞缪尔·怀特·贝克在1840年代末和1850年代初期在錫蘭的記錄中提到了一些在亭可馬里附近海岸工作的中國人，他們收穫海參和魚翅，出口到祖國用於中餐。1911年的人口普查發現一些留在錫蘭的華人發言人。

### 近期移民潮
20世紀20年代後期，湖北籍獨立移民開始抵達。20世紀40年代，山東的移民來了。他們海上出發通過新加坡和緬甸，或幾乎全部通過印度陸上過境。許多人在霍爾斯多夫定居;從那裡，他們傳播到其他城鎮，女包括馬拉達那，瓦拉瓦特和尼貢布。許多人並沒有真正打算在島上定居，而只是為了賺錢後回國。然而，隨著第二次中日戰爭的爆發和激化，隨著中國共產黨在國共內戰的勝利以及中華人民共和國的建立，這些移民最終留在錫蘭的日子遠比他們想要的還要長，並且開始把它當作家。這個社區曾經數以千計;然而，從20世紀60年代開始，其成員開始向海外遷移到歐洲和北美。1963年中華民國僑務委員會的統計顯示，僅有450名登記的海外華人留在島上。
然而，在二十世紀九十年代末和二十一世紀初，隨著移民條例的寬鬆，新一輪中國移民冒著內戰的暴力來到斯里蘭卡試圖在小企業領域碰碰運氣。這些新移民建立了各種社區組織，其中包括一支足球隊。沒有知道有沒有中國人在內戰暴力事件中喪生，內戰結束後，斯里蘭卡也成為富裕的香港人和中國大陸購買度假屋的熱門目的地。但真正留在斯里蘭卡的早期移民的後裔人數只有約3500人。

## 文化

### 語言
斯里蘭卡華人多說僧伽羅語，坦米爾語和英語，在華人社區內部則說各種漢語。

### 宗教
斯里蘭卡華人多和僧伽羅人一樣是佛教徒，這是華人男子多和僧伽羅女子結婚的原因。

## 商業和職業
來自湖北的早期移民經常找到牙科技師或牙科助理的工作，而來自山東的移民則進入了紡織和酒店業。紡織品銷售人員可以攜帶一捆絲綢在整個城市和郊區步行或自行車銷售。被稱為“中國牙科機械師”的牙科診所，是直到政府在晚些時候開始建立牙科診所前，許多城鎮牙科醫療服務的唯一提供者。
大多數城鎮還有中國人擁有的雜貨店。斯里蘭卡也有許多中餐館，但他們並不一定有中國的業主或員工。然而，最近的中國移民也參與了餐飲業，並開設了其他類型的業務，如傳統的中國醫藥商店，以及不太有名的按摩店。與此同時，由於超市和商場的興起以及斯里蘭卡零售和醫療部門的其他現代化，早期移民的後代已經從其家庭的傳統業務轉移到海蝦養殖和會計等多種領域。

## 公民權
早期中國移民的許多後裔是無國籍的。 2008年1月，在佩拉德尼亞大學動物學院畢業生Chwing-Chi Chang領導的遊說之後，斯里蘭卡總理兼內政部長拉特纳西里·维克勒马纳亚克向斯里蘭卡議會提交了一項法案草案，將斯里蘭卡公民身份授予無國籍華人，新的法律，即“華人歸國公民法”，適用於自1948年11月15日以來一直是斯里蘭卡永久居民的“屬於中國種族”的人，或者是這類人的後代他們自己居住在斯里蘭卡。它賦予他們通過登記（不是通過血統）申請斯里蘭卡公民身份的權利。[25]在接下來的兩年中，共有80人獲得斯里蘭卡公民身份。該法案的條款將於2013年到期。

## 教育
斯里蘭卡政府長期以來一直為中國留學生提供斯里蘭卡留學獎學金。 最初這些獎學金是通過斯中友好協會處理的。 文革後恢復學術交流時，直接在政府層面處理。 最近一批中國學生是在馬欣達拉賈帕克薩總統2007年訪華期間進行討論後才來的。政府為來自北京外國語大學的16名僧伽羅語言專業學生提供獎學金; 他們於2008年9月到達，並在該國待了六個月。中國政府還派遣了中文教授在斯里蘭卡的各個大學任教，其中包括斯里蘭卡佛教和帕里大學。2007年5月，該國首個漢語作為第二語言教學的孔子學院在凱拉尼亞大學開幕。

## 社區關係
在斯里蘭卡獨立後的早期，華人社區小而無力，被視為外國人無關緊要，斯里蘭卡人大多無視這一點。年齡較大的兒童對華人推銷員侮辱戲謔，而父母則會聲稱如果他們行事不當，推銷員會綁架他們，從而嚇倒他們的小孩。華人兒童有時還會忍受來自當地同學的種族嘲諷。然而，總體而言，斯里蘭卡人除了在1962年中印戰爭時期以外，並沒有主動對中國少數民族產生敵意。後來，中國工人的湧入引起了各界的關注。使用中國工人而非當地工人引起了反對派政治家和地區居民的批評，甚至引發了暴力威脅。一些斯里蘭卡媒體的報導指責中國在斯里蘭卡使用了囚犯勞工。據報導，中國工人的湧入也導致了印度與斯里蘭卡的關係緊張，斯里蘭卡方面向印度保證，工人不會永久定居在該國，而是在他們完成工作後離開。
斯里蘭卡華人協會成立於1993年，旨在團結斯里蘭卡華人社區。